# Cyrtandra santosii
Cyrtandra santosii är en tvåhjärtbladig växtart som beskrevs av Elmer Drew Merrill. Cyrtandra santosii ingår i släktet Cyrtandra och familjen Gesneriaceae. Inga underarter finns listade i Catalogue of Life.